# Las mejores canciones del mundo
Las mejores canciones del mundo es un disco de Ricardo Montaner. Como dice su título se trata de versiones canciones, escogidas personalmente por Montaner, consideradas como «iconos» que influyeron en su carrera. Su álbum de 12 sencillos que han marcado distintas etapas de su vida como cantautor, a pesar de que eran de otros compositores como Chelique Sarabia y Aldemaro Romero, y que sólo incluye canciones escritas por otros autores. En este material colaboraron también Juanes y Alejandro Sanz, fascinando con esto a propios y extraños, alcanzó en Argentina la categoría de Platino.
En este álbum Ricardo Montaner se atrevió a incursionar como intérprete de géneros que nunca antes había cantado, como el tango y la música brasileña.
Después del éxito rotundo de Las mejores canciones del mundo, el cantautor Ricardo Montaner decide sacar a la venta esta vez no sólo con el homenaje a las canciones de otros autores que le valieron de inspiración en su carrera sino con temas de su propia autoría.
El 20 de noviembre presenta mundialmente Las Mejores Canciones del Mundo Vol.2 Y Algunas Mías, en donde además de recopilar temas de renombrados compositores, incluye canciones suyas como Los que se Aman y Tengo Miedo.

## Canciones
| Las Mejores Canciones del Mundo |                                                                        |                                      |                  |          |  |
| N.º                             | Título                                                                 | Escritor(es)                         | Artista Invitado | Duración |  |
| 1.                              | «Hoy tengo ganas de ti»                                                | Miguel Gallardo                      |                  | 4:14     |  |
| 2.                              | «La Fuerza Del Corazón»                                                | Alejandro Sanz, A. Medina            | Lulo Pérez       | 4:29     |  |
| 3.                              | «Procuro Olvidarte»                                                    | Ana Magdalena, Manuel Alejandro      |                  | 4:27     |  |
| 4.                              | «Echame a mi la culpa»                                                 | Jose Angel Espinoza                  | Juanes           | 3:29     |  |
| 5.                              | «Solo otra vez»                                                        | Eric Carmen, Rachmaninoff            |                  | 4:58     |  |
| 6.                              | «Oh que será»                                                          | Chico Buarque                        |                  | 4:22     |  |
| 7.                              | «Lucia»                                                                | Joan Manuel Serrat                   |                  | 1:40     |  |
| 8.                              | «Diablo y Alcohol»                                                     | Silvina Garré                        |                  | 4:32     |  |
| 9.                              | «Sólo pienso en ti»                                                    | Víctor Manuel                        |                  | 4:39     |  |
| 10.                             | «Lady»                                                                 | Lionel Richie, Jr.                   |                  | 4:24     |  |
| 11.                             | «Penumbras»                                                            | Oscar Anderle, Sandro                |                  | 4:16     |  |
| 12.                             | «Nostalgias (Argen Version)» (Coproductor: Victor Hugo Yunes Castillo) | Enrique Cadícamo, Juan Carlos Cobian |                  | 3:29     |  |
| 51:11                           |                                                                        |                                      |                  |          |  |

| Las Mejores Canciones del Mundo Vol.2 Y Algunas Mías |                                              |                                      |                  |          |  |
| N.º                                                  | Título                                       | Escritor(es)                         | Artista Invitado | Duración |  |
| 1.                                                   | «Algo de mí»                                 | Camilo Blanes                        |                  | 4:11     |  |
| 2.                                                   | «Ansiedad»                                   | x                                    |                  | 4:01     |  |
| 3.                                                   | «Y como es el»                               | José Luis Perales                    |                  | 4:08     |  |
| 4.                                                   | «Santa Lucia»                                | Roque Narvaja                        |                  | 3:36     |  |
| 5.                                                   | «Sin Ti» ((Without You))                     | x                                    |                  | 4:47     |  |
| 6.                                                   | «Cuando un amigo se va»                      | Alberto Cortez                       |                  | 3:36     |  |
| 7.                                                   | «Yo vengo a ofrecer mi corazón»              | Fito Páez                            |                  | 3:43     |  |
| 8.                                                   | «De Repente»                                 | Aldemaro Romero                      |                  | 3:24     |  |
| 9.                                                   | «Se que estas aquí» ((You're My Everything)) | x                                    |                  | 4:37     |  |
| 10.                                                  | «Los que se aman»                            | Ricardo Montaner / Adrián Posse      |                  | 4:15     |  |
| 11.                                                  | «Tengo Miedo»                                | Ricardo Montaner / Yasmil Marrufo    |                  | 4:15     |  |
| 12.                                                  | «Bésame»                                     | Ricardo Montaner / Jorge Luis Chacín | Pasión Vega      | 3:56     |  |
| 48:29                                                |                                              |                                      |                  |          |  |